# Wonderground
『Wonderground』（ワンダーグラウンド）は、寺田恵子の6枚目のアルバム。

## 内容
約7年1ヶ月ぶりにリリースした本作は、11曲中6曲が自作曲である。「全日本女子プロレスバンド」の同僚である力石理恵も楽曲制作に参加した。しかし、同名義のアルバムリリースは13年以上のブランクが生じた。

## 批評
『CDジャーナル』は「泥臭いルーツ色を前面に押し出したアダルトな、しかしエネルギッシュなサウンドにハスキー・ヴォイスが映える」と評した。

## 収録曲
1. Together (Prologue)
作詞・作曲：寺田恵子　編曲：鎌田雅人
2. 赤い花
作詞・作曲・編曲：高橋研
3. ずっと ずっと
作詞：浜谷真理子　作曲・編曲：大橋隆志
4. BIRDS of LOVE
作詞・作曲：高橋研　編曲：鎌田雅人
5. Daybreaker
作詞：安藤芳彦　作曲・編曲：鎌田雅人
6. 冷たい月
作詞：高橋研　作曲：寺田恵子　編曲：高橋研
7. FLOWER
作詞・作曲・編曲：力石理恵
8. ショートピース
作詞：高橋研　作曲：寺田恵子　編曲：力石理恵
9. STAUBACK
作詞：GI-NA　作曲：寺田恵子　編曲：平石晴己
10. Selfish Girl
作詞：高橋研　作曲：寺田恵子　編曲：鎌田雅人
11. Together (Epilogue)
作詞：寺田恵子　作曲：寺田恵子・鎌田雅人　編曲：鎌田雅人